# Piotrkowice Małe
Piotrkowice Małe est une localité polonaise de la gmina de Koniusza, située dans le powiat de Proszowice en voïvodie de Petite-Pologne.